# 고로베에신덴촌
고로베에신덴촌(일본어: 五郎兵衛新田村)은 일본 나가노현 기타사쿠군에 있던 촌이다. 현재의 사쿠시에 해당한다.

## 역사
- 1889년 4월 1일 - 정촌제 시행에 의해 근세이후의 고로베에신덴촌이 단독으로 자치체를 형성하였다.
- 1955년 1월 15일 - 미나미미마키촌 , 나카쓰촌과 합병해, 아사시나촌이 성립하여, 동일 고로베에신덴촌은 폐지되었다.

## 교통

### 철도
- 일본국유철도
  - 호쿠리쿠 신칸센 (통과는 하지만 당시엔 미개통이였다)

### 도로
- 국도 제142호선
- 나카야마 가도

## 참고문헌
- 角川日本地名大辞典 20 長野県